# Zurich Insurance Group
Pour les articles homonymes, voir Zurich (homonymie).
Zurich Insurance Group, communément appelée Zurich, est une compagnie d'assurance suisse dont le siège social est situé à Zurich. Zurich Insurance Group est la plus grande compagnie d'assurance en Suisse. En 2013, Zurich était la 75e plus grande entreprise mondiale cotée en bourse selon le classement Global 2000 de Forbes et figurait à la 94e place dans le classement des 100 plus grandes marques de Interbrandsen en 2011.
Zurich Insurance Group est une compagnie d'assurance mondiale dont l'organisation s'articule autour de trois grandes divisions : General Insurance, Global Life et Farmers. La société compte environ 60 000 collaborateurs sur plus de 170 pays et territoires dans le monde.
Zurich Insurance Group est cotée à la SIX Swiss Exchange. En 2012 les capitaux propres du groupe s'élèvent à 34,494 milliards de dollars.

## Histoire
L'entreprise a été fondée en 1872 en tant que compagnie de réassurance maritime dénommée « Versicherungs-Verein » (Association d'assurance), une filiale de la société Schweiz Marine Company. En 1875, Zurich s'est orientée vers les activités d'assurance accident et a changé son nom pour devenir Transport- und Unfall-Versicherungs-Aktiengesellschaft «Zürich». En 1880, Zurich se retire du marché des assurances maritimes après avoir subi une perte importante. En 1894, Zurich change son nom pour devenir «Zürich» Allgemeine Unfall- und Haftpflicht-Versicherungs-Aktiengesellschaft.

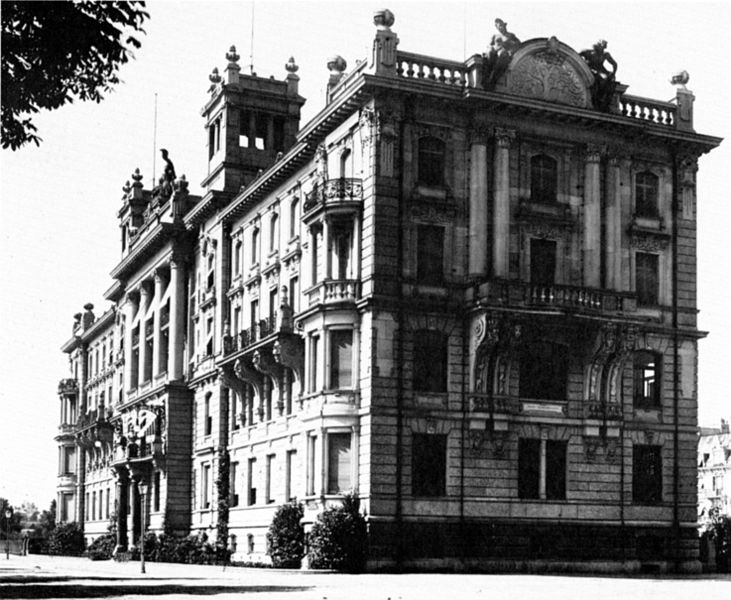
Siège social de Zurich - dénommée alors «Zürich» Allgemeine Unfall- und Haftpflicht-Versicherungs-Aktiengesellschaft - à Zurich vers 1905

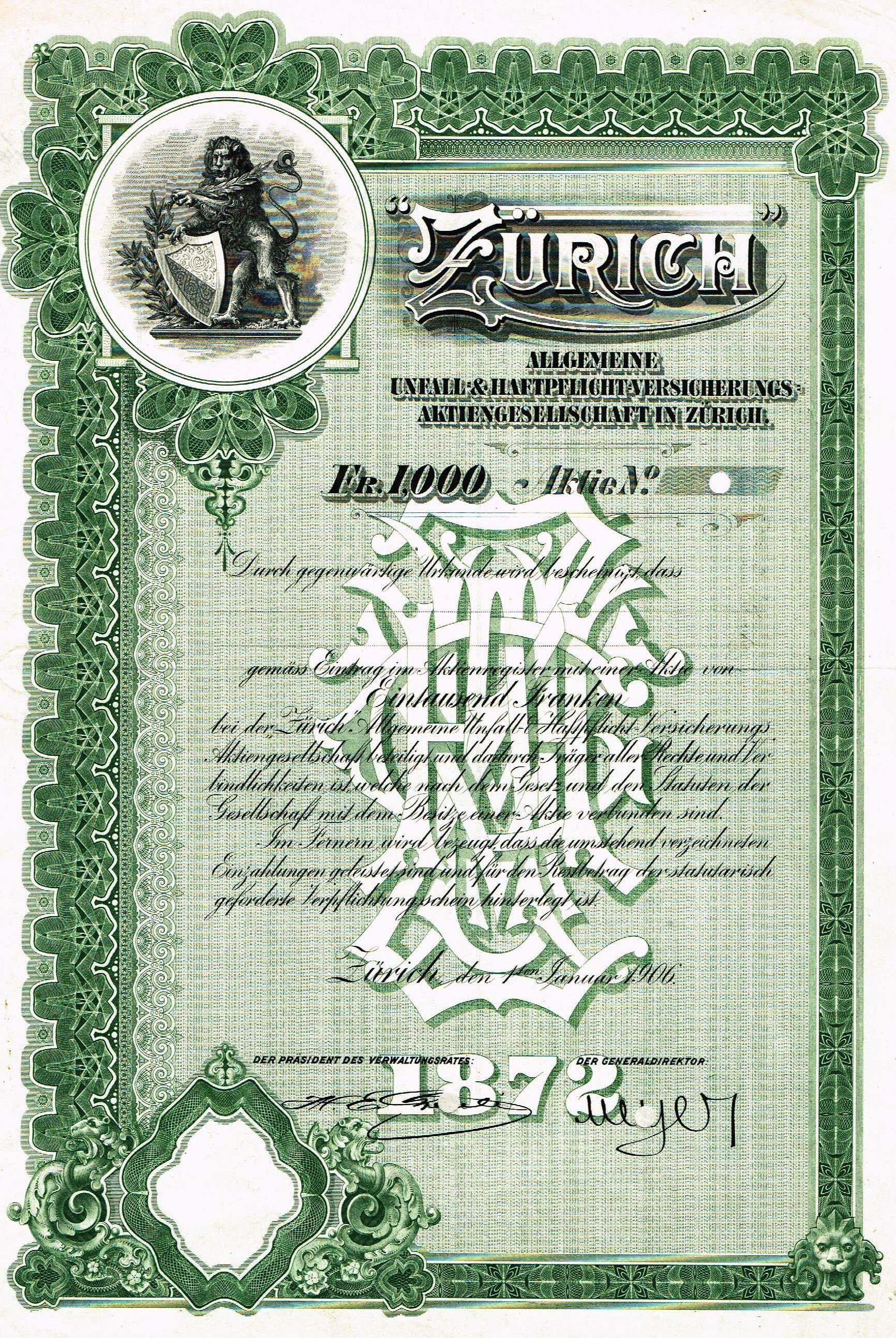
Action de la Zürich Allgemeine Unfall- & Haftpflichtversicherungs-AG en date du 1. Janvier 1906, acte en blanc

En 1912, Zurich obtient les permis nécessaires pour démarrer son activité aux États-Unis. En 1915, Zurich rachète pour la première fois une entreprise dans sa totalité, la société Hispania Compania General de Seguros, basée à Barcelone. En 1922, Zurich pénètre le marché britannique des assurances générales en tant que première compagnie d'assurance accident étrangère à traiter directement avec les clients. Zurich fonde la société VITA Assurances-Vie en Suisse.
En 1925, Zurich devient la compagnie d'assurance officielle de toutes les nouvelles voitures Ford vendues au Royaume-Uni. En 1929, Zurich créé la compagnie d'assurance Fire Insurance Company à New York. En 1939, Zurich créé la compagnie American Guarantee and Liability Company à New York.
En 1955, Zurich s'impose comme l'unique courtier grossiste en assurance et change son nom pour devenir Zurich Insurance Company. En 1976, Zurich créé la International Division. En 1978, Zurich créé Risk Engineering. En 1986, Zurich obtient un permis pour exercer des activités d'assurance au Japon. En 1996, Zurich créé Zurich Capital Markets.
En 1997, Zurich acquiert une participation majoritaire dans Scudder, Stevens & Clark, New York, une société de services financiers uniquement, sans activité d'assurance. En 1998, Zurich fusionne avec la division financière de l'entreprise britannique BAT et devient Zurich Financial Services. 
En 2010, Zurich figure pour la première fois dans le classement Interbrand des plus grandes marques mondiales. En 2003, Zurich Way est lancé pour normaliser les processus commerciaux fondamentaux et partager les meilleures pratiques.
En avril 2012, Zurich Financial Services a changé son nom pour devenir Zurich Insurance Group. Ce changement a pour objet de refléter la rationalisation du portefeuille d'activités de Zurich effectuée au cours de ces dernières années pour se centrer sur les activités d'assurance. Le groupe a justifié ce changement de nom dans une déclaration. « Afin de reconnaître cet axe stratégique, la référence aux services financiers dans le nom de la compagnie a été remplacée par une indication sur les activités d'assurance du Groupe afin de rendre l'objectif de l'entreprise plus clair. »
En juillet 2015, Zurich Insurance annonce son souhait de lancer une offre d'acquisition sur RSA Insurance Group pour un montant de 5,6 milliards de livres, mais annonce en septembre 2015, renoncer à cette opération à la suite d'une dégradation de ses résultats financiers notamment liée aux explosions de Tianjin en 2015.
En décembre 2015, Zurich Insurance Group acquiert pour 1,05 milliard de dollars Rural Community Insurance Services (RCIS), une filiale de Wells Fargo spécialisée dans l'assurance agricole.
En 2016, Zurich Insurance acquiert les activités d'assurance vie de Macquarie Group. En décembre 2016, Zurich Insurance Group annonce l'acquisition de Cover-More Group, entreprise australienne spécialisée dans l'assurance voyage, pour 551 millions de dollars. En décembre 2017, Zurich Insurance annonce l'acquisition des activités d'assurance-vie d'Australia and New Zealand Banking Group (ANZ), pour 2,1 milliards de dollars, devenant la compagnie d'assurance vie la plus importante d'Australie. En février 2018, Zurich Insurance annonce l'acquisition des activités en Amérique latine de QBE Insurance Group pour 409 millions de dollars, pour notamment renforcer notamment sa présence en Argentine.
En décembre 2020, MetLife annonce la vente de ses activités américaines en assurance dommage, qui comprend 3 500 employés, pour 3,94 milliards de dollars à Zurich Insurance et Farmers Exchanges.

## Structure de l'entreprise
L'organisation de Zurich Insurance Group s'articule autour de trois grandes divisions commerciales

### General Insurance
La division General Insurance de Zurich s'adresse aux particuliers, aux petites et moyennes entreprises et aux grandes entreprises internationales proposant des produits et des services commerciaux ou présentes dans les secteurs des véhicules motorisés et de l'habitat.

### Global Life
La division Global Life propose aux clients des solutions d'assurance-vie, d'épargne, de placement et de retraite de premier ordre.

### Farmers
La division Farmers de Zurich se compose de la branche Farmers management services, qui fournit des services de gestion non liés à des dommages des Farmers Exchanges (non détenus par Zurich) ainsi que de la branche Farmers RE, qui propose des services de réassurance fournis par le Farmers Exchange du Groupe. L'organisation Farmers Insurance Group de Zurich est le troisième plus grand groupe d'assurance des États-Unis.

## Produits

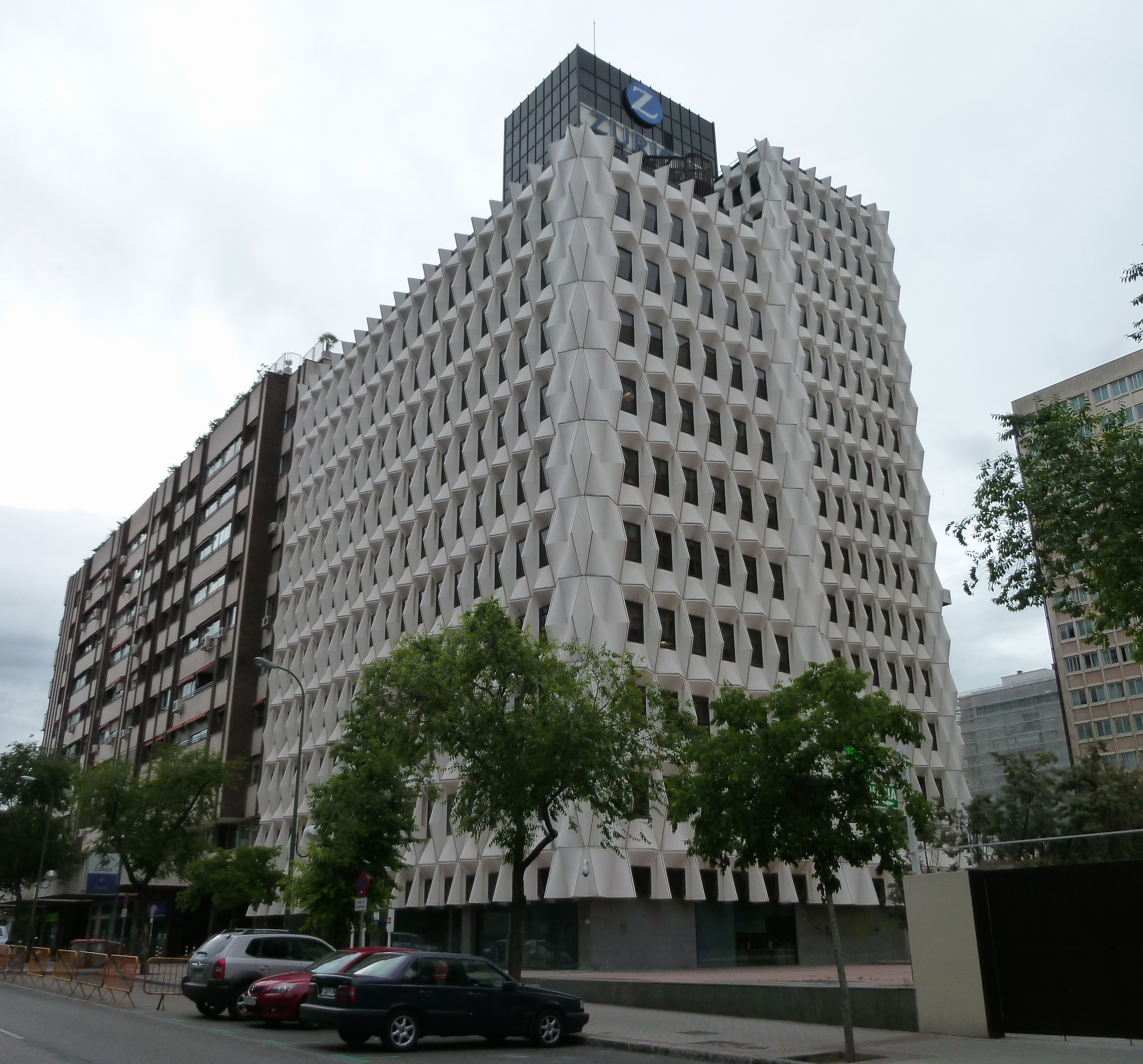
Bureaux de Zurich à Madrid (Espagne).

Zurich Insurance Group propose des produits et des services d'assurance-vie et non-vie aux particuliers, aux petites et moyennes entreprises et aux grandes entreprises internationales, notamment des solutions d'assurance automobile, habitation, responsabilité civile, vie et maladies graves, ainsi que des plans d'épargne et de placement, de prévoyance et de retraite, pour n'en nommer que quelques-uns.

## Domaines d'activité
Zurich est une compagnie d'assurance mondialement renommée qui occupe une place importante dans les plus grands marchés d'assurance mondiaux. L'entreprise propose ses services à des clients répartis sur plus de 170 pays, avec des activités importantes en Europe, en Amérique du Nord, en Asie-Pacifique et en Amérique latine.

## Gouvernance d'entreprise
En 2009, le Charity Times a décerné à Zurich le prix de Meilleurs services d'assuranceet l'entreprise figurait à nouveau dans la liste des nommés en 2010. 
Selon le site web de l'entreprise, le Zurich Community Trust (R-U) a fait don de plus de 60 millions de livres sterling depuis 1981 dans le but d'apporter des solutions aux principales grandes questions sociales, en soutenant plus de 600 associations caritatives par an, ce qui a eu un impact significatif sur les vies de plus de 80 000 personnes. Zurich a été l'une des premières entreprises à recevoir la norme CommunityMark, développée par Business in the Community, qu'elle a conservée pendant trois ans.
Au niveau du groupe, la mission de la fondation Z Zurich est d'aider les individus et les communautés à comprendre et gérer les risques, en mettant à profit les principales forces de Zurich en tant qu'assureur. Zurich parvient à cet objectif en instaurant des partenariats à long terme avec des organisations à but non lucratif sélectionnées, comme Practical Action, la Rainforest Alliance et la International Federation of Red Cross and Red CrescentEn mars 2012, Zurich a renforcé son engagement envers la fondation Z Zurich avec un investissement considérable de 100 millions de dollars.
En 2011, Zurich a lancé une ressource accessible en ligne gratuite, « My Community Starter » conçue pour faciliter l'engagement dans des activités de la communauté.

## Performance / information financière
Zurich Insurance Group est cotée au SWX Swiss Exchange sous le symbole de téléscripteur ZURN. Au 1er décembre 2012, l'entreprise comptait 148,300,123 actions nominatives entièrement libéréeset 124,847 actionnaires. Les actions nominatives étaient détenues à 24,7 % par des particuliers (15,3 % du nombre total d'actions émises), 7,2 % d'entre elles étaient détenues par des fondations et des fonds de pension (4,5 % du nombre total d'actions émises) et 68,1 % étaient détenues par d'autres entités juridiques (42,3 % du nombre total d'actions émises).
Dans ses résultats pour l'ensemble de l'exercice 2012, Zurich a déclaré un résultat net après impôts (attribuable aux actionnaires) de 3 878 milliards de dollars, soit une augmentation de 3 % par rapport à l'année précédente et un résultat d'exploitation de 4 075 milliards de dollars. La société a déclaré un dividende annuel de 17,00 CHF, versé en avril 2013.
La situation du capital de l'entreprise est solide avec un ratio de solvabilité 1 à 278 % au 31 décembre 2012 et un ratio du Test suisse de solvabilité de 178 % au 1er juillet 2012, des résultats bien supérieurs aux exigences de capital. La solidité du bilan de Zurich se reflète dans les rapports des agences de cotation. Au 31 décembre 2012, Zurich Insurance Company était cotée 'AA-/stable' par l'agence Standard and Poor, 'Aa3/stable' par Moody's et 'A+/stable' par A.M Best.
Tous les chiffres indiqués ci-dessous renvoient à l'exercice terminé au 31 décembre et sont en millions de dollars, sauf mention contraire.
| Exercice terminé le 31 décembre | Revenu (en milliards de dollars) | Bénéfice avant impôts (en milliards de dollars) | Bénéfice après impôts (en milliards de dollars) | Bénéfice non dilué par action (CHF) |
| ------------------------------- | -------------------------------- | ----------------------------------------------- | ----------------------------------------------- | ----------------------------------- |
| 2012                            | 70,414                           | 4,075                                           | 3,878                                           | 24.79                               |
| 2011                            | 52,983                           | 4,243                                           | 3,750                                           | 22.69                               |